# Final de la Copa Asiática 2004

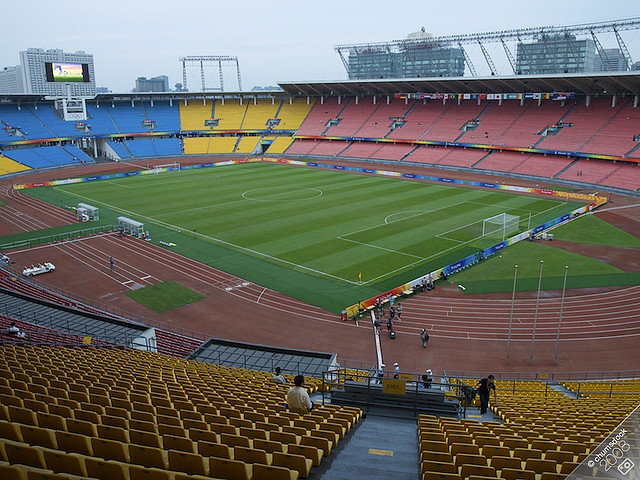
El Estadio de los Trabajadores fue el recinto donde se disputó la final.

La final de la Copa Asiática de 2004 fue jugada en el Estadio de los Trabajadores el 7 de agosto de 2004, los finalistas del torneo fueron la selección local de China y la selección de Japón. El ganador del partido tenía derecho a participar en la Copa FIFA Confederaciones de 2005 que sería realizada en Alemania. La victoria fue para los nipones quienes con este triunfo consiguieron su tercera corona.

## Enfrentamiento
| Bandera de la República Popular China | vs. | Bandera de Japón |
| China 1                               | vs. | Japón 3          |
| ------------------------------------- | --- | ---------------- |

## Camino a la final
| Equipo    | Pts. | PJ | PG | PE | PP | GF | GC | Dif |
| --------- | ---- | -- | -- | -- | -- | -- | -- | --- |
| China     | 7    | 3  | 2  | 1  | 0  | 8  | 2  | 6   |
| Baréin    | 5    | 3  | 1  | 2  | 0  | 6  | 4  | 2   |
| Indonesia | 3    | 3  | 1  | 0  | 2  | 3  | 9  | -6  |
| Catar     | 1    | 3  | 0  | 1  | 2  | 2  | 4  | -2  |

| Equipo    | Pts. | PJ | PG | PE | PP | GF | GC | Dif |
| --------- | ---- | -- | -- | -- | -- | -- | -- | --- |
| Japón     | 7    | 3  | 2  | 1  | 0  | 5  | 1  | 4   |
| Irán      | 5    | 3  | 1  | 2  | 0  | 5  | 2  | 3   |
| Omán      | 4    | 3  | 1  | 1  | 1  | 4  | 3  | +1  |
| Tailandia | 0    | 3  | 0  | 0  | 3  | 1  | 9  | -8  |

## Partido
| 1          | Guardameta     | Liu Yunfei   |     |
| 3          | Defensa        | Sun Xiang    |     |
| 4          | Defensa        | Zhang Yaokun |     |
| 5          | Defensa        | Zheng Zhi    |     |
| 12         | Defensa        | Wei Xin      |     |
| 6          | Centrocampista | Shao Jiayi   |     |
| 15         | Centrocampista | Zhao Junzhe  |     |
| 21         | Centrocampista | Li Ming      |     |
| 22         | Centrocampista | Yan Song     | 68' |
| 9          | Delantero      | Hao Haidong  | 57' |
| 29         | Delantero      | Li Jinyu     | 75' |
| Entrenador | Entrenador     | Arie Haan    |     |

| 23         | Guardameta     | Yoshikatsu Kawaguchi |  |
| 3          | Defensa        | Makoto Tanaka        |  |
| 5          | Defensa        | Tsuneyasu Miyamoto   |  |
| 6          | Defensa        | Koji Nakata          |  |
| 21         | Defensa        | Akira Kaji           |  |
| 10         | Centrocampista | Shunsuke Nakamura    |  |
| 14         | Centrocampista | Alex                 |  |
| 15         | Centrocampista | Takashi Fukunishi    |  |
| 22         | Centrocampista | Yuji Nakazawa        |  |
| 11         | Delantero      | Takayuki Suzuki      |  |
| 20         | Delantero      | Keiji Tamada         |  |
| Entrenador | Entrenador     | Zico                 |  |

| 11 | Delantero | Li Yi      | 57' |
| 7  | Defensa   | Sun Jihai  | 68' |
| 13 | Delantero | Xu Yunlong | 75' |

| Amonestado | 24'   | Sun Xiang |
| Amonestado | 84'   | Wei Xin   |
| Amonestado | 90+3' | Sun Jihai |

| Amonestado | 14' | Takayuki Suzuki |
| Amonestado | 40' | Koji Nakata     |

| Anotado | 31' | Li Jinyu | 1-1 |

| Anotado | 22'   | Takashi Fukunishi | 0-1 |
| Anotado | 65'   | Koji Nakata       | 1-2 |
| Anotado | 90+1' | Keiji Tamada      | 1-3 |

| Árbitro             | Saad Kamil Al-Fadhli |
| Árbitros asistentes | Saad Al Fadhli       |
| Árbitros asistentes | Ali Al Khalifi       |
| Cuarto Árbitro      | Fathi Arabati        |

| 1          | Guardameta     | Liu Yunfei   |     |
| 3          | Defensa        | Sun Xiang    |     |
| 4          | Defensa        | Zhang Yaokun |     |
| 5          | Defensa        | Zheng Zhi    |     |
| 12         | Defensa        | Wei Xin      |     |
| 6          | Centrocampista | Shao Jiayi   |     |
| 15         | Centrocampista | Zhao Junzhe  |     |
| 21         | Centrocampista | Li Ming      |     |
| 22         | Centrocampista | Yan Song     | 68' |
| 9          | Delantero      | Hao Haidong  | 57' |
| 29         | Delantero      | Li Jinyu     | 75' |
| Entrenador | Entrenador     | Arie Haan    |     |

| 23         | Guardameta     | Yoshikatsu Kawaguchi |  |
| 3          | Defensa        | Makoto Tanaka        |  |
| 5          | Defensa        | Tsuneyasu Miyamoto   |  |
| 6          | Defensa        | Koji Nakata          |  |
| 21         | Defensa        | Akira Kaji           |  |
| 10         | Centrocampista | Shunsuke Nakamura    |  |
| 14         | Centrocampista | Alex                 |  |
| 15         | Centrocampista | Takashi Fukunishi    |  |
| 22         | Centrocampista | Yuji Nakazawa        |  |
| 11         | Delantero      | Takayuki Suzuki      |  |
| 20         | Delantero      | Keiji Tamada         |  |
| Entrenador | Entrenador     | Zico                 |  |

| 11 | Delantero | Li Yi      | 57' |
| 7  | Defensa   | Sun Jihai  | 68' |
| 13 | Delantero | Xu Yunlong | 75' |

| Amonestado | 24'   | Sun Xiang |
| Amonestado | 84'   | Wei Xin   |
| Amonestado | 90+3' | Sun Jihai |

| Amonestado | 14' | Takayuki Suzuki |
| Amonestado | 40' | Koji Nakata     |

| Anotado | 31' | Li Jinyu | 1-1 |

| Anotado | 22'   | Takashi Fukunishi | 0-1 |
| Anotado | 65'   | Koji Nakata       | 1-2 |
| Anotado | 90+1' | Keiji Tamada      | 1-3 |

| Árbitro             | Saad Kamil Al-Fadhli |
| Árbitros asistentes | Saad Al Fadhli       |
| Árbitros asistentes | Ali Al Khalifi       |
| Cuarto Árbitro      | Fathi Arabati        |

|                  |
| Bandera de Japón |
| Campeón Japón    |
| 3.er título      |